# Eugene Odum
Eugene Pleasants Odum (17 september 1913, Newport - 10 augustus 2002, Athens) is een Amerikaans wetenschapper die door de ontwikkeling van het begrip ecosysteem een belangrijke bijdrage leverde aan de ecologie.

## Leven
Eugene Odum was de zoon van de socioloog Howard W. Odum en broer van Howard Thomas Odum (1924 – 2002). Hij vond dat hij met zijn holistische kijk op de natuur onvoldoende uit de voeten kon op de Universiteit van Michigan en Cornell University en besloot daarom te gaan studeren aan de Universiteit van Illinois.
Na zijn studie werd hij aangesteld aan de Universiteit van Georgia waar hij zich aan de Biologische Faculteit sterk maakte voor onderwijs en onderzoek in de ecologie, de studie van de interactie tussen organismen en de levenloze natuur. Odum schreef hierover met broer Howard een tekstboek, Fundamentals of Ecology, dat in 1953 in eerste editie verscheen. Dit boek was lange tijd het enige in zijn soort en is vele malen herdrukt en steeds aangevuld.

## Ecosysteem
Odum werkte het begrip ecosysteem samen met zijn broer verder uit, een begrip dat eerder was gebruikt door Raymond Lindeman in 1942, Arthur Tansley in 1935 en in 1930 waarschijnlijk voor het eerst werd genoemd door Tansleys collega Roy Clapham. 
Een ecosysteem wordt gevormd door alle organismen (planten, dieren en micro-organismen) in een bepaalde regio, hun onderlinge wisselwerkingen en hun leefomgeving. Dit kan bijvoorbeeld een bos, een meer of een savanne zijn.
Omstreeks 1970 werd de voorstelling van de beide Odums van een aarde als een set gerelateerde ecosystemen een belangrijke inspiratiebron voor de milieubeweging.